# 阿克巴大帝陵

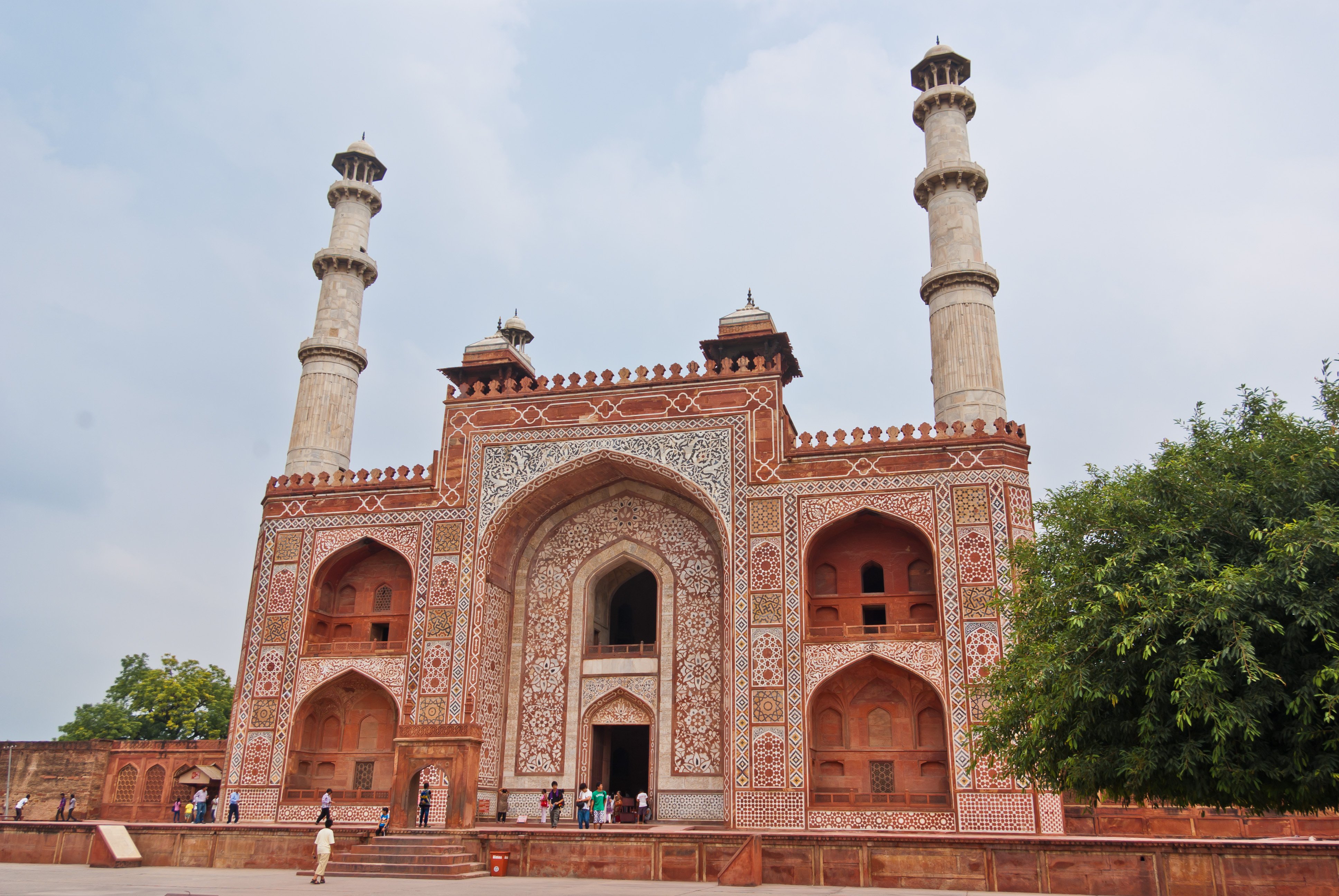
由路邊望向阿克巴陵的入口；該入口的設計模仿法泰赫普爾西克里的凱旋門 (法泰赫普爾西克里)

阿克巴陵，又作錫坎德拉，是蒙兀兒皇帝阿克巴的陵墓，也是一座蒙兀兒風格的建築鉅作，位於印度北方邦阿格拉，建於1604年至1613年間，佔地119英畝。

## 歷史

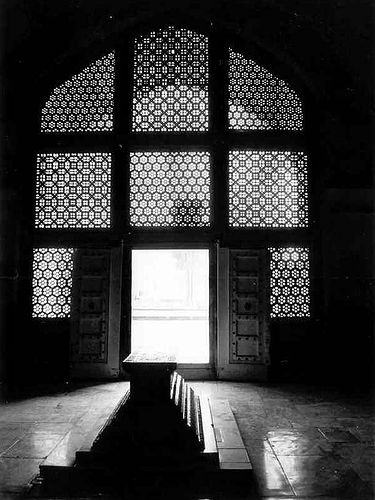
陵墓內阿克巴的衣冠冢，真正的墓穴根據傳統位於衣冠冢下面

阿克巴大帝陵在其子贾汉吉尔在位期間完工。阿克巴在生前已計劃興建陵墓，並已為此選取了一個合適的位置。在阿克巴駕崩後，其子贾汉吉尔在1605年至1613年間完成了建造工程。奥朗则布在位時，賈特人在拉賈·拉姆的領導下發動了叛亂，並成功打敗莫臥兒軍隊，佔領阿格拉。賈特人把錯綜複雜的阿克巴大帝陵洗劫一空，盜走了陵墓內的金銀珠寶和地毯，並破壞了陵墓內的其他東西，令莫臥兒帝國聲威嚴重受挫。拉賈·拉姆為了報復其父戈庫拉之死，更掘開阿克巴的墓穴，打開阿克巴的棺材，把他的骸骨拾走。奧朗則布大怒，並在俘虜拉賈·拉姆後將其無情地處死。
第一代凱德爾斯頓的寇松侯爵喬治·寇松在擔任印度總督時主導了阿克巴大帝陵的大規模修葺工程；該工程在1905年完成。在1904年古代紀念建築保護法案通過後，寇松提議修葺阿克巴大帝陵與其他位於阿格拉的歷史建築，並把該工程形容為「對過去的崇敬與送給未來的一份美麗的回憶」。另一方面，該工程有機會是令朝聖者與附近居民不願到阿克巴大帝陵進行崇拜的一個因素。

## 位置
阿克巴大帝陵位於阿格拉西北市郊马图拉路（國道2號的一部分）附近，距離市中心約八公里。阿克巴大帝陵約一公里外是瑪麗亞姆·薩曼尼皇后陵（阿克巴的皇后、賈漢吉爾之母瑪麗亞姆·薩曼尼的陵墓）。

## 建築
阿克巴大帝陵的南入口是進入陵墓的正常入口，也是陵墓的主入口，設有四座大理石叫拜樓，叫拜樓設有與泰姬陵的設計相近的穹頂。陵墓本身被四邊圍牆包圍於一個105平方米大的正方形內。陵墓建築是一四角錐體，其中假墓穴位於建築頂部的一個大理石亭，真正的墓穴則在建築的地庫內，北部原有一座清真寺，已倒塌。。陵墓建築主要使用深紅色砂岩建造，並使用白色大理石點綴。陵墓及其門樓以砂岩和大理石造嵌板與黑色板岩裝飾。嵌板有着幾何、花型和書法風的設計，並預示了國柱陵更複雜和隱約的設計。

## 圖冊

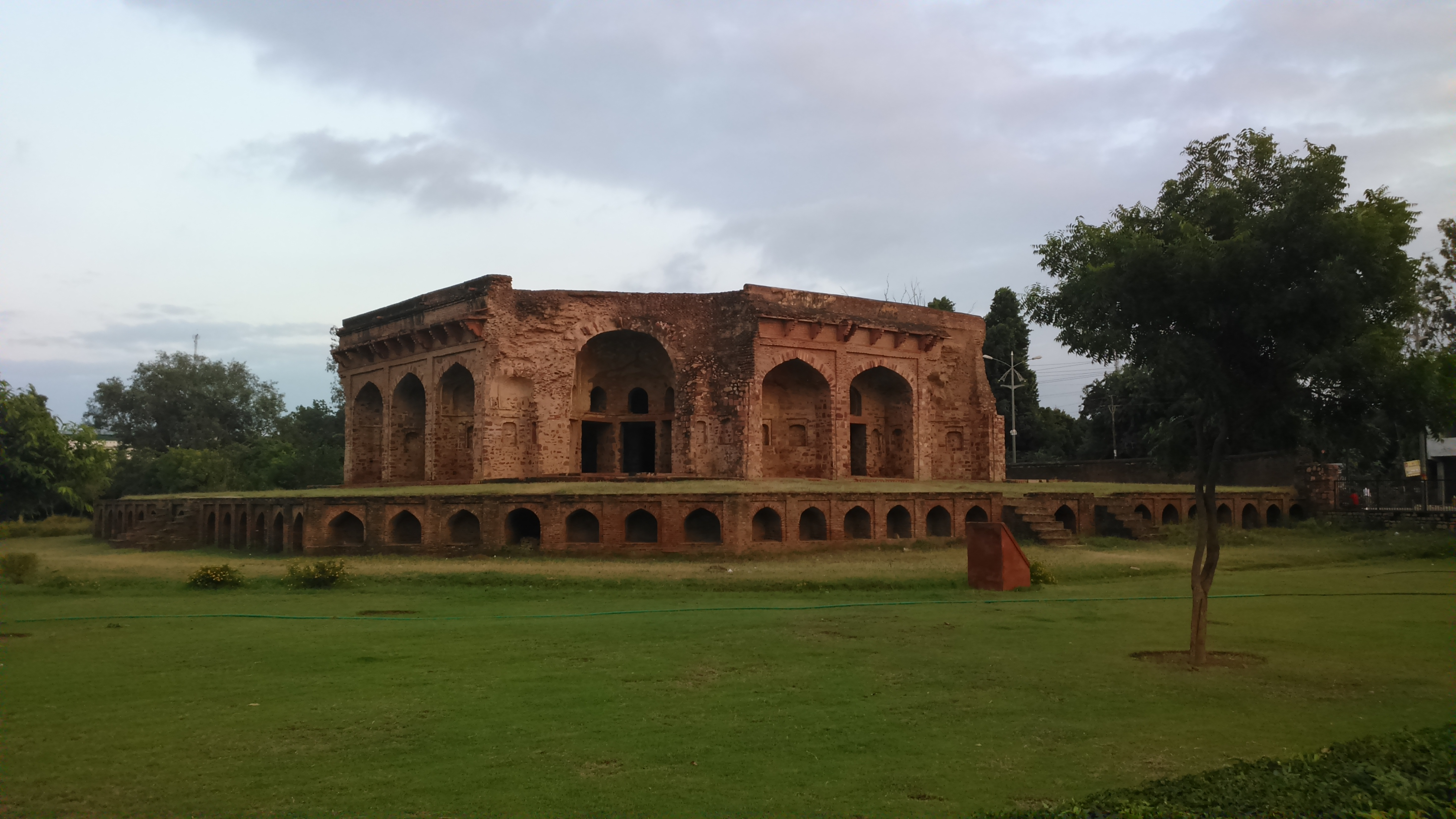
位於阿克巴大帝陵建築內的一個不明洛迪王朝陵墓
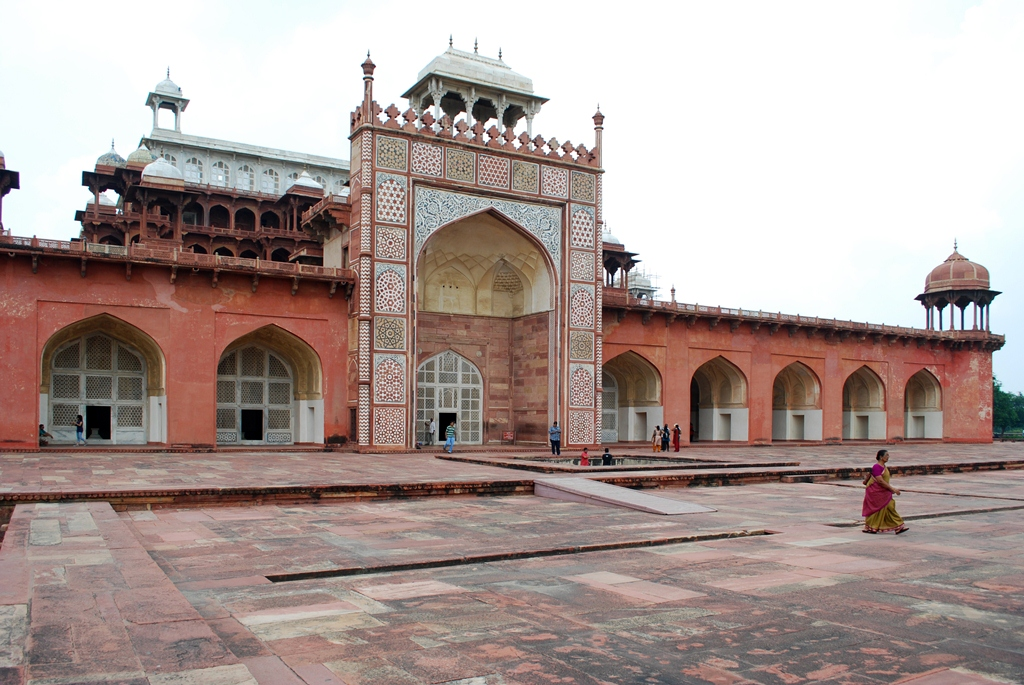
阿克巴大帝陵的正面立面
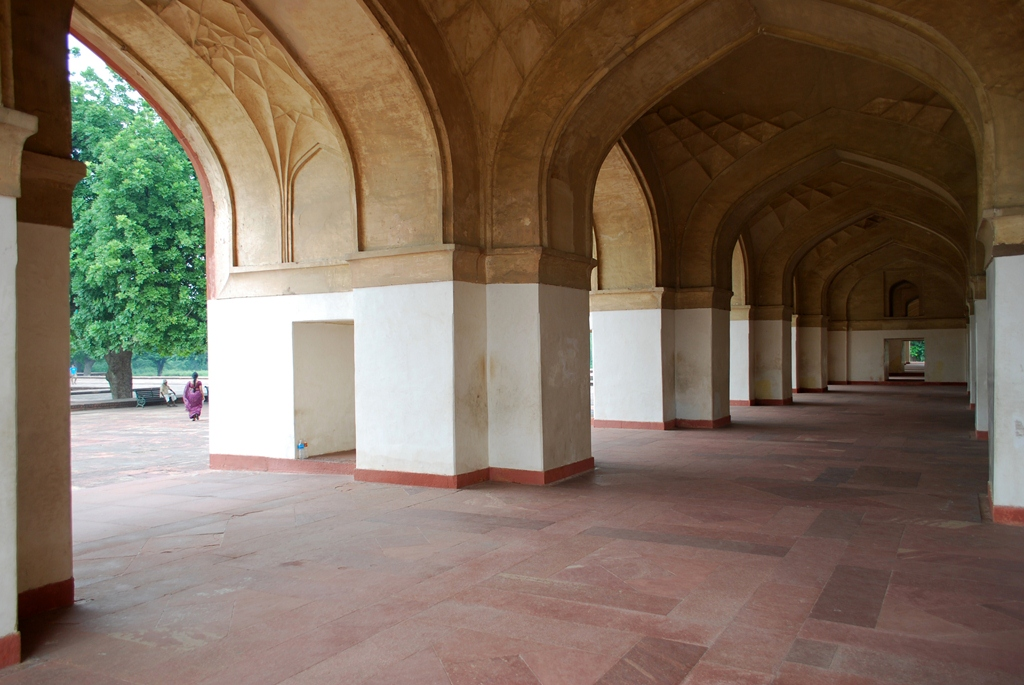
衣冠冢周圍的圓拱形廊台
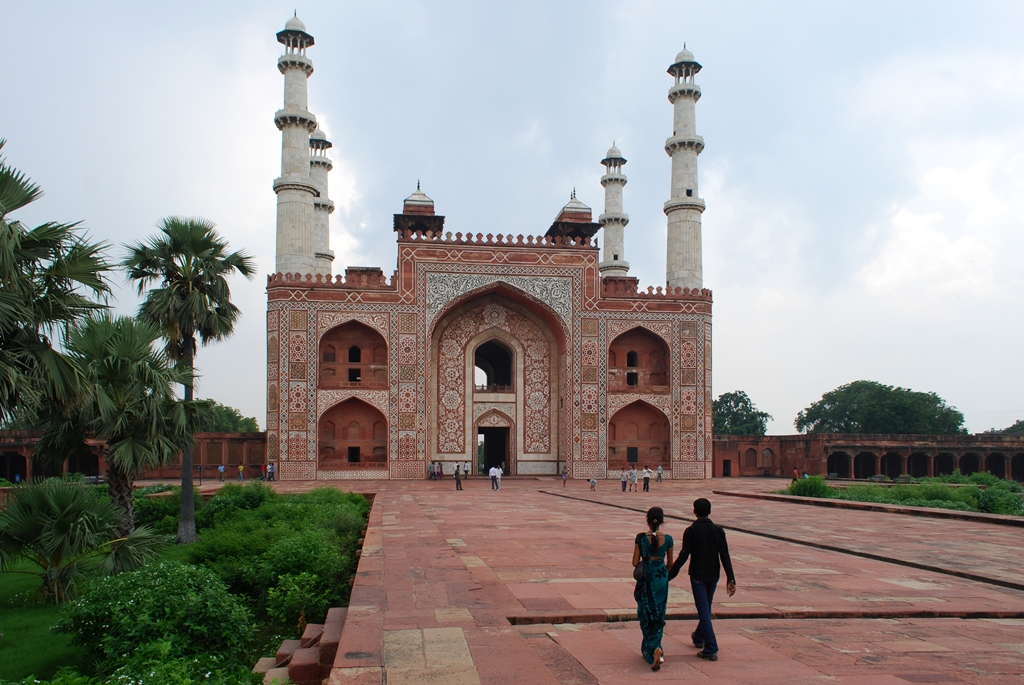
由陵墓內望向南入口
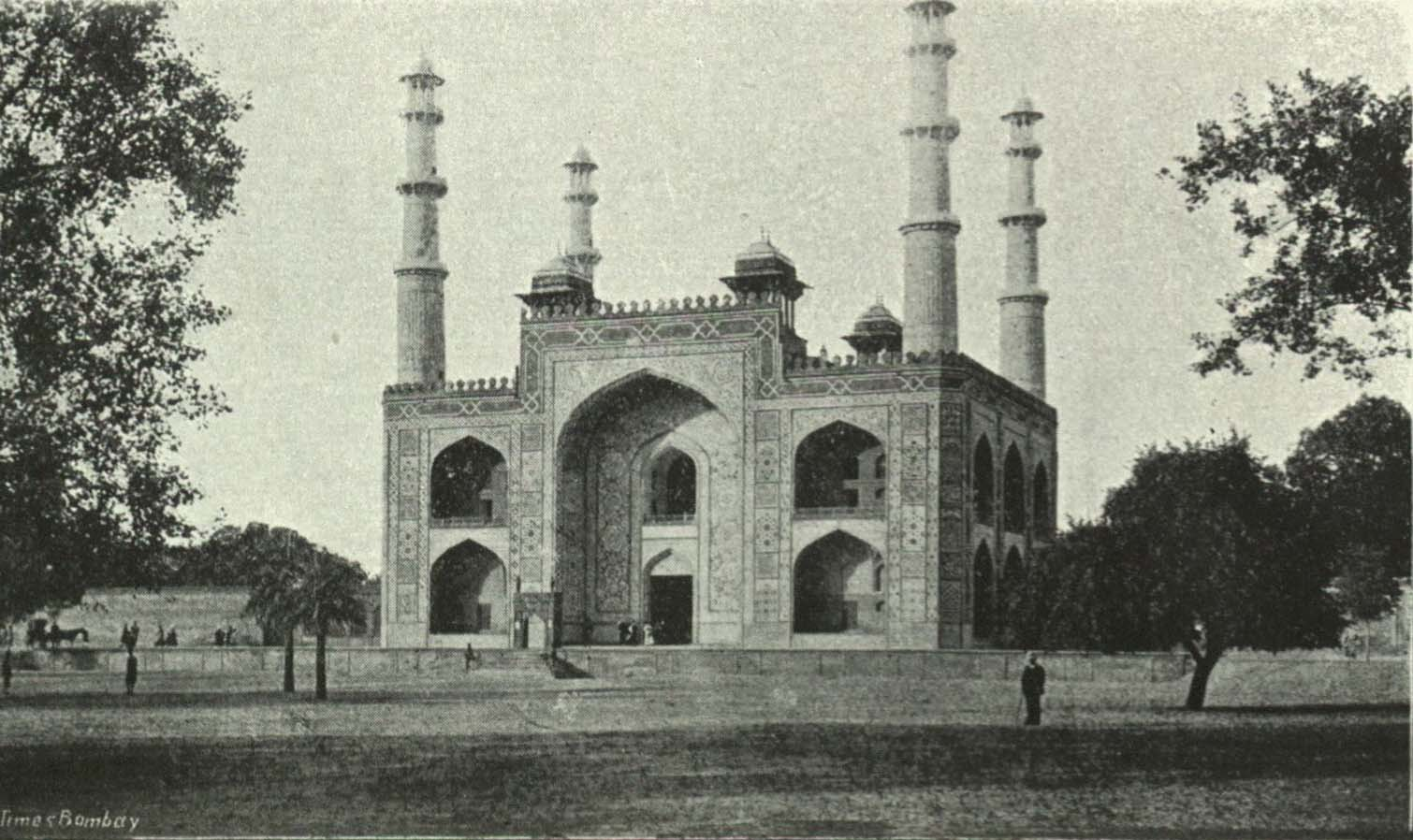
阿克巴大帝陵（1905年攝）
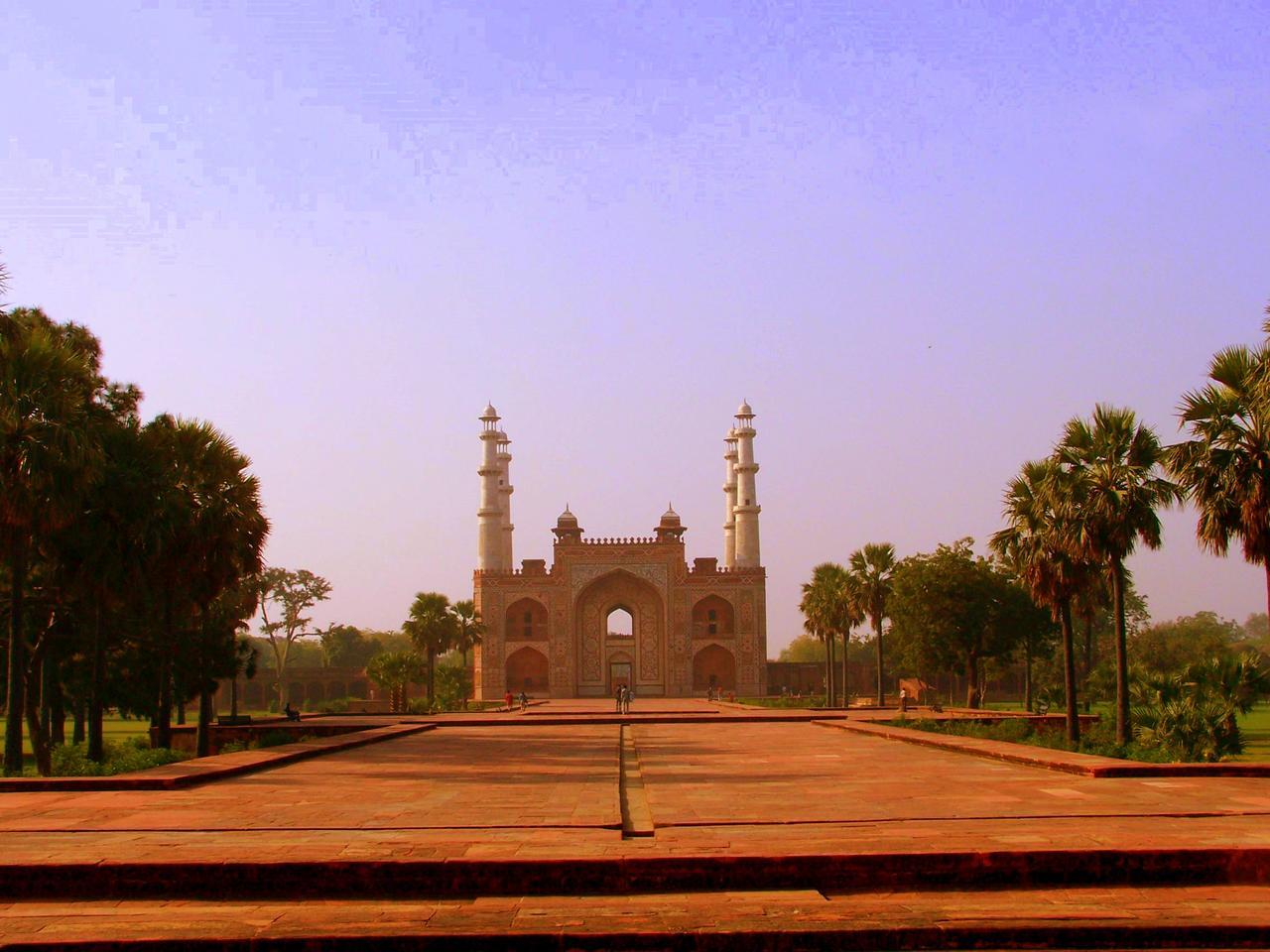
由陵墓內遙望主入口
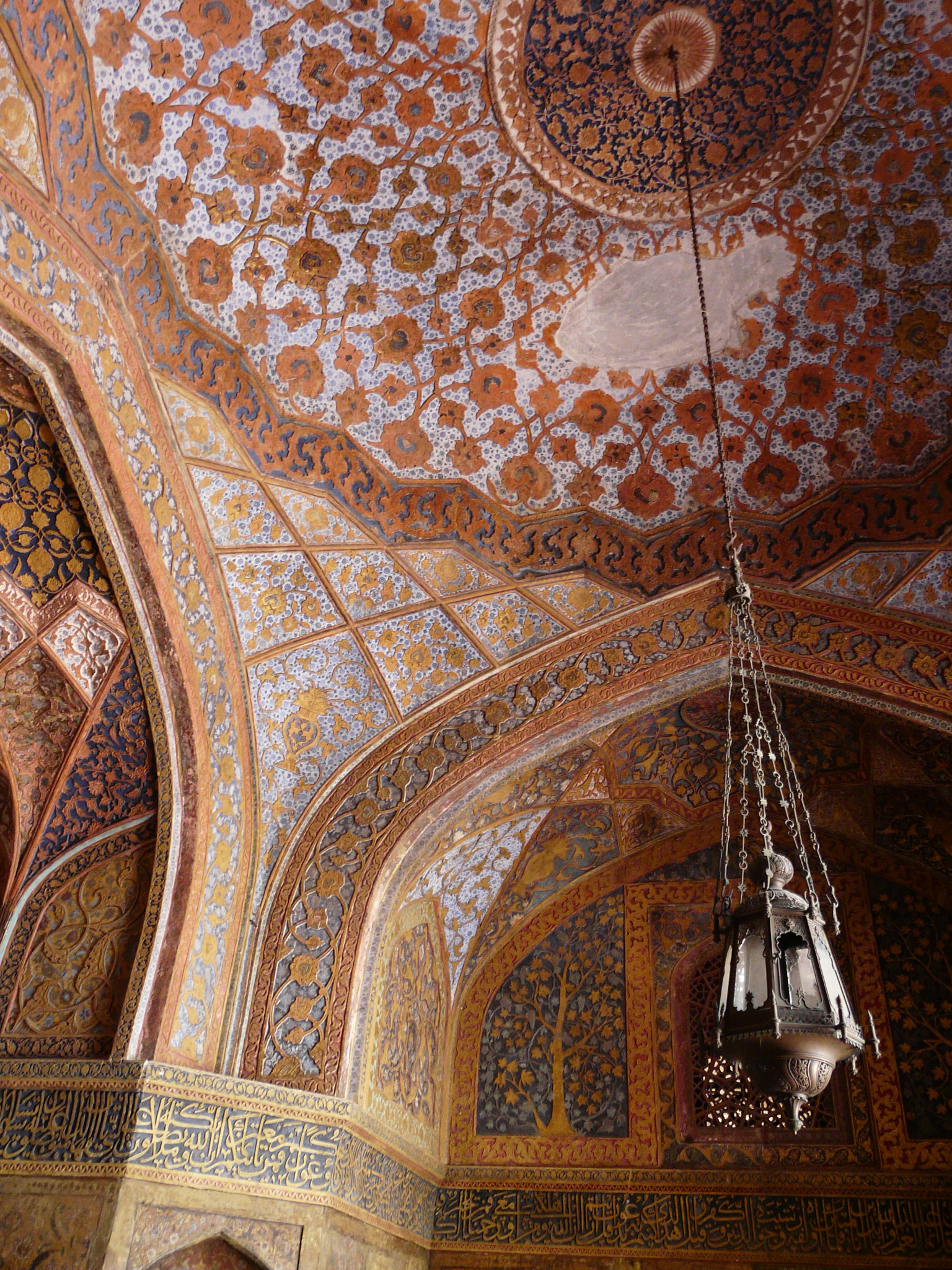
阿克巴大帝陵的天花板的裝飾
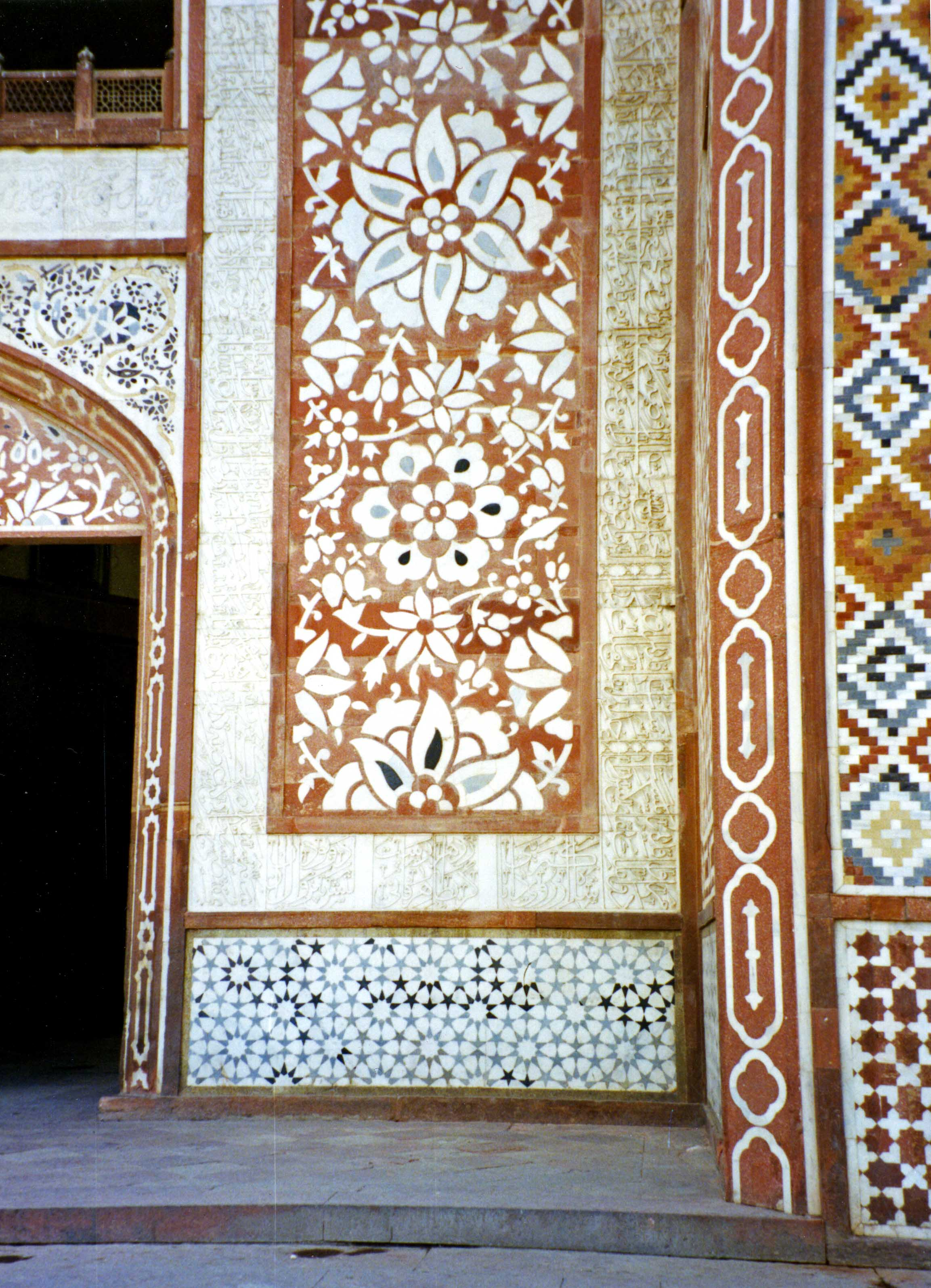
陵墓南入口的嵌板
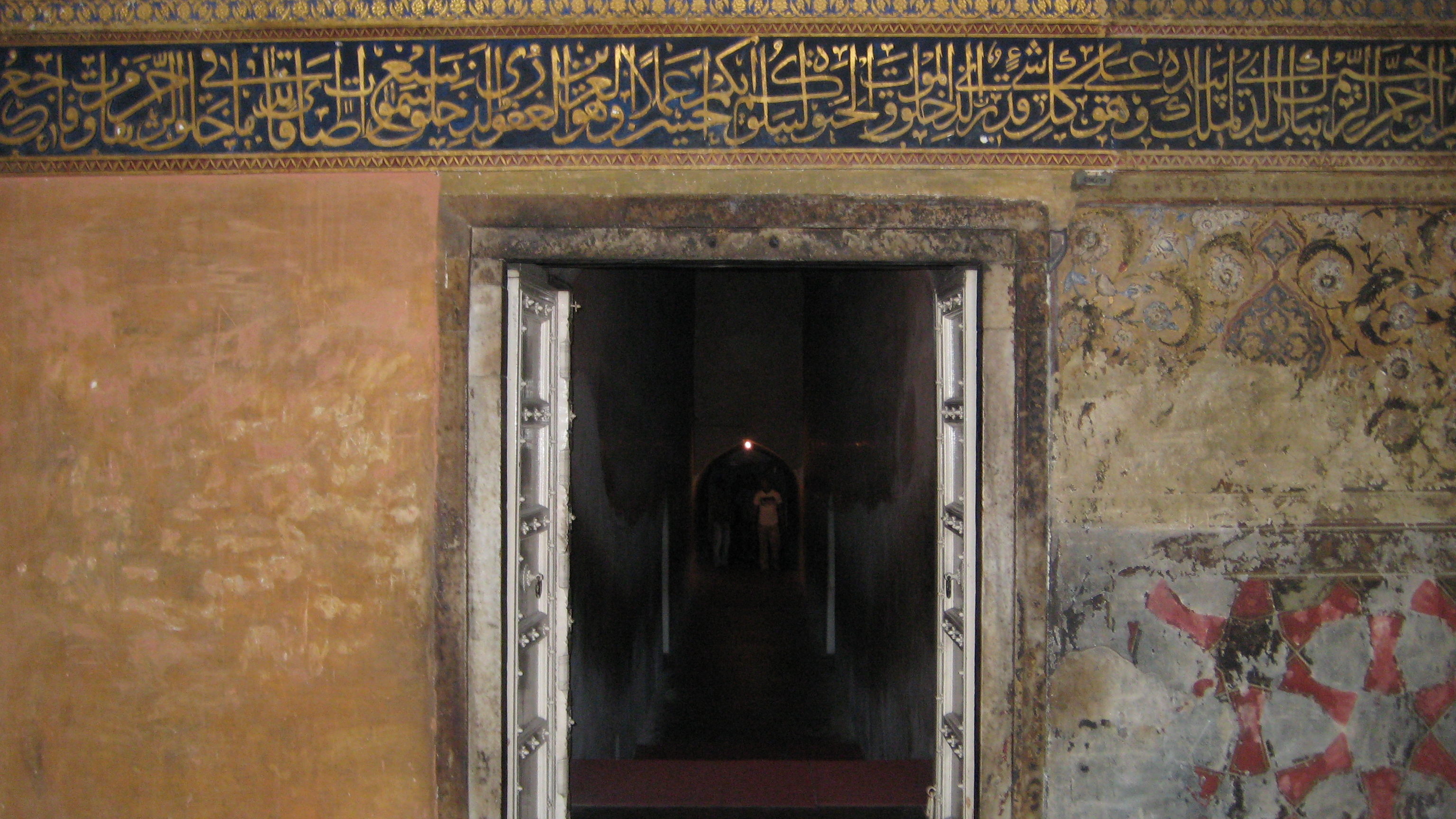
陵墓入口和主墓室之間的書法
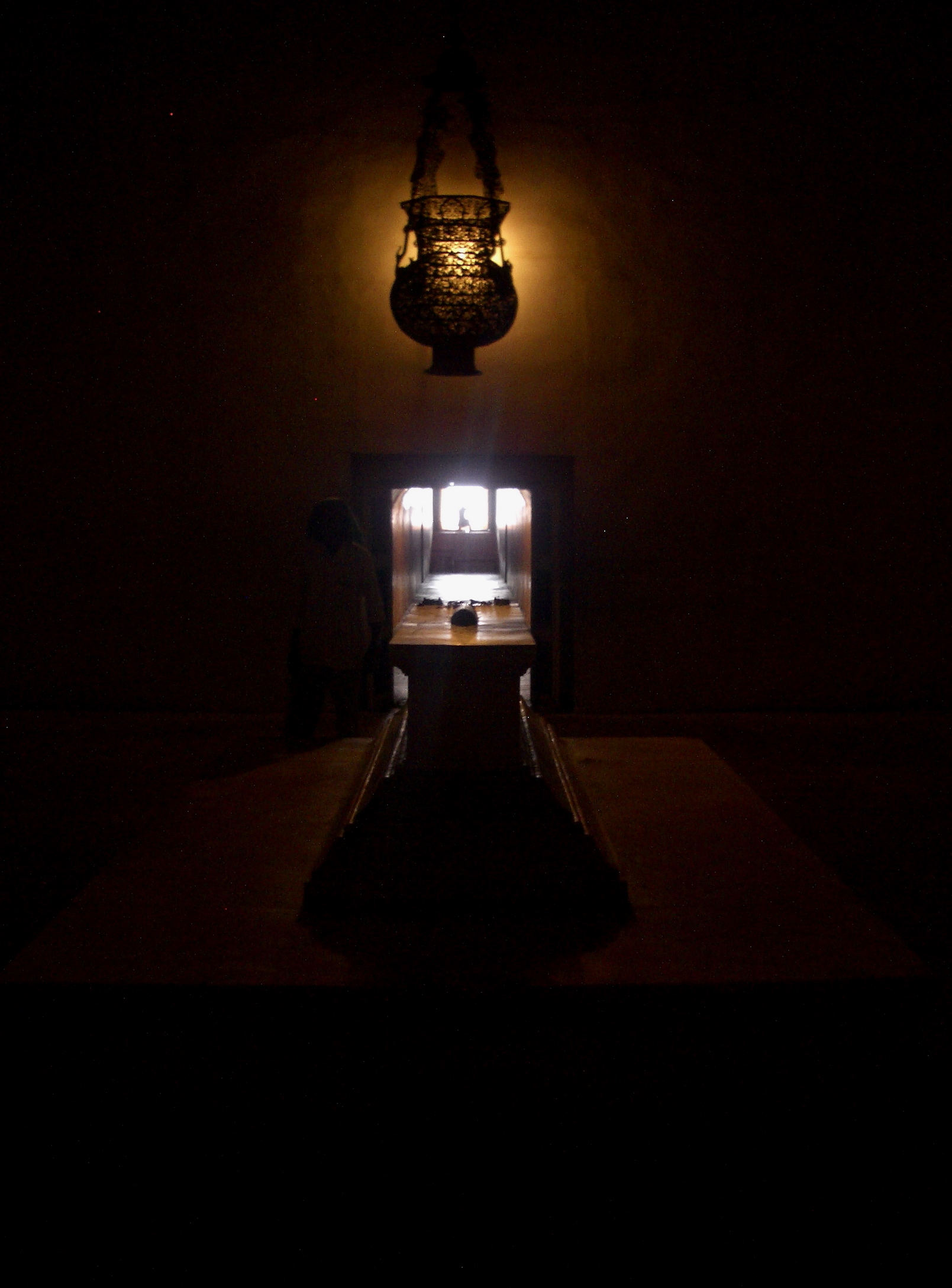
位於陵墓地庫的阿克巴的真正墓穴
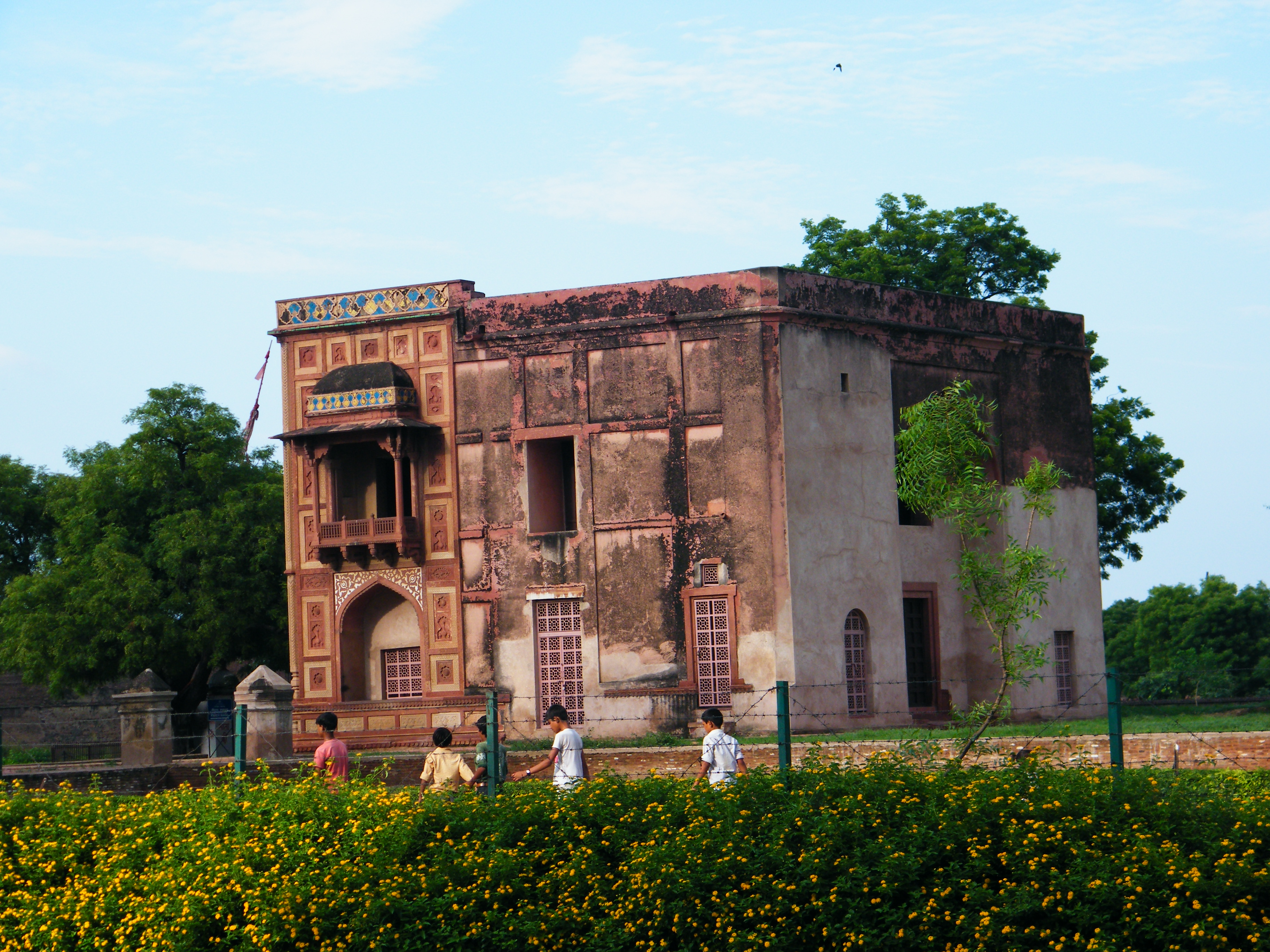
賈漢吉爾所建的後宮，後作狩獵小屋之用
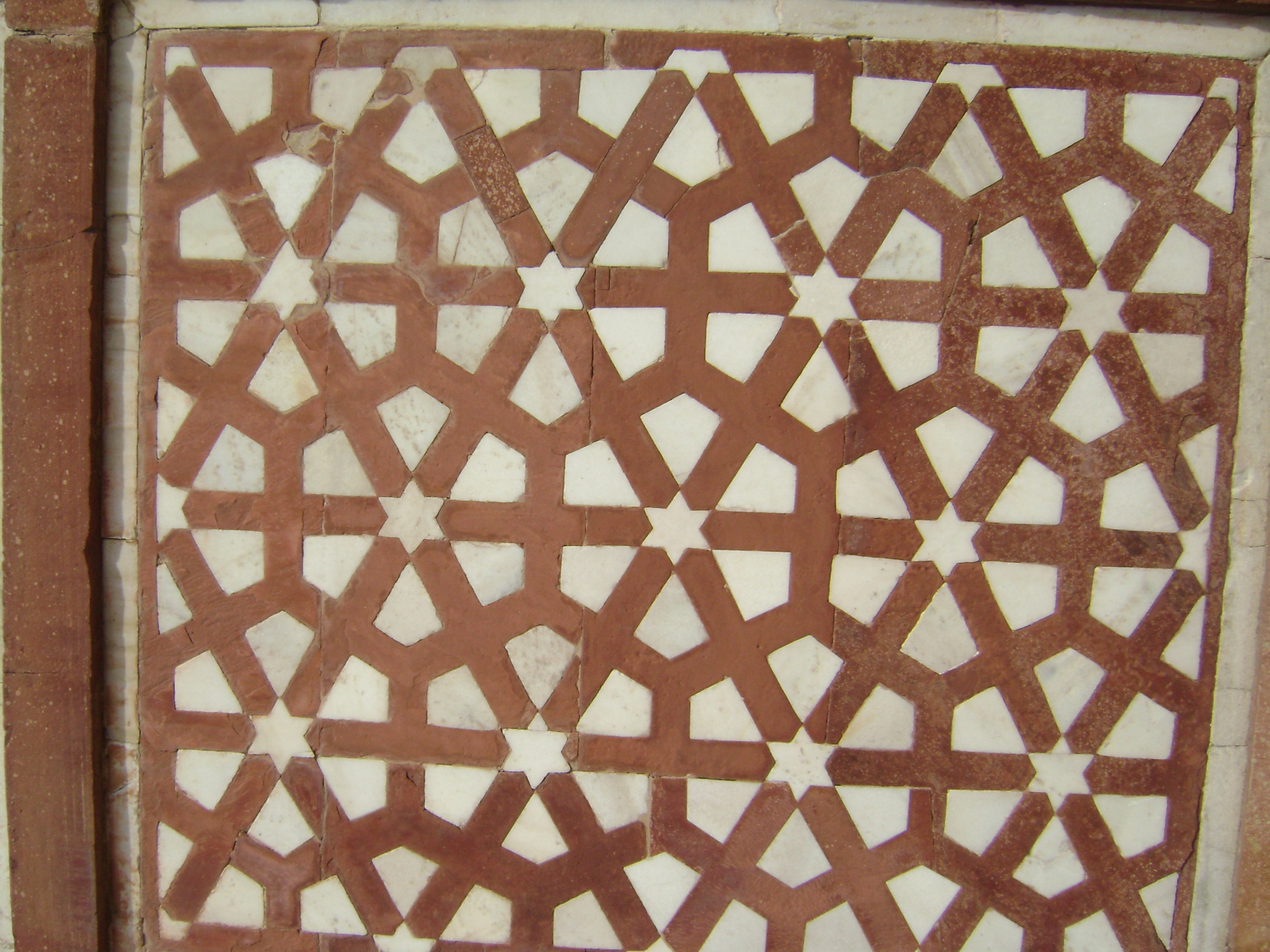
阿克巴大帝陵的內部裝飾
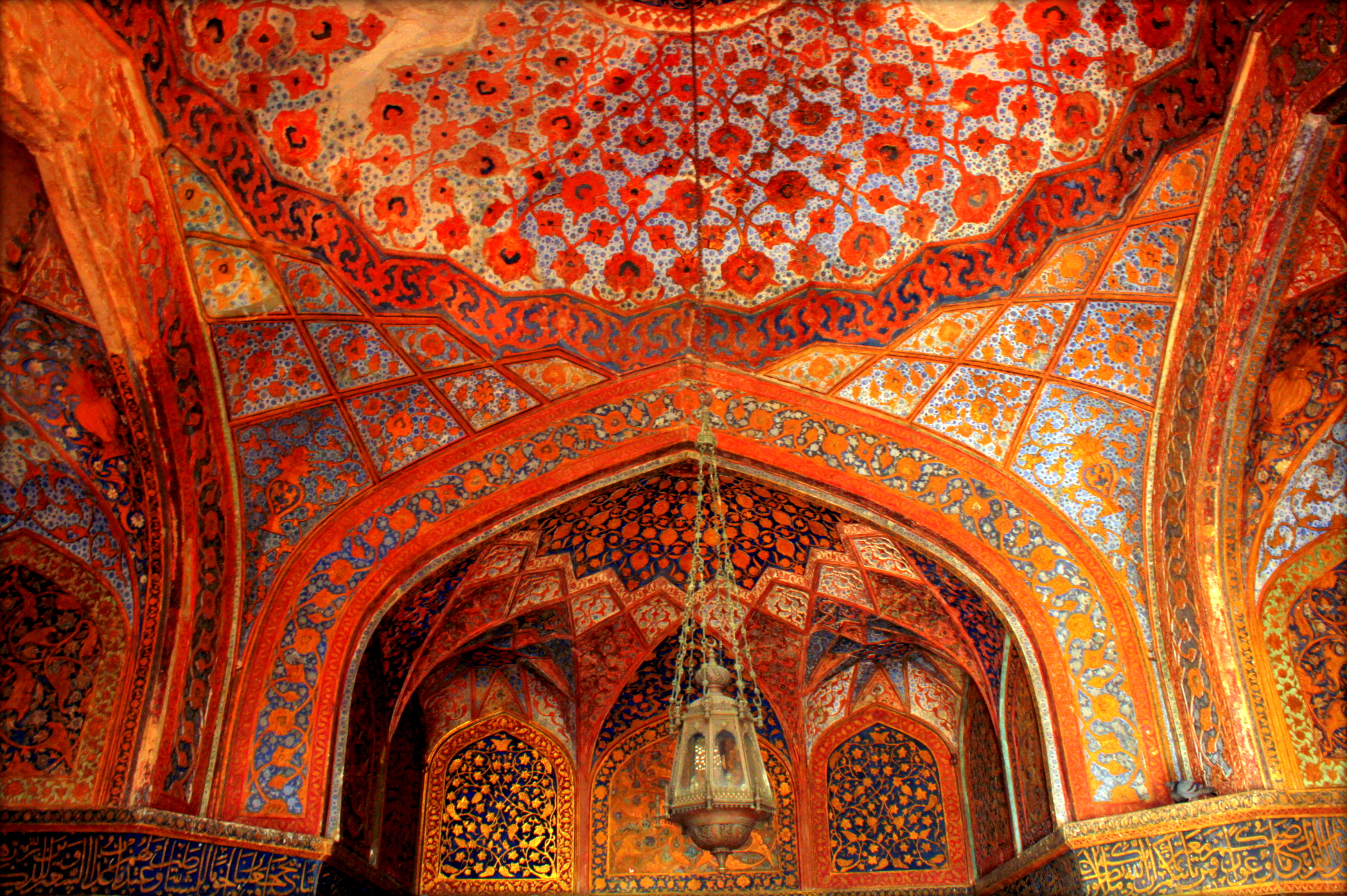
衣冠冢的圓拱

## 延伸閱讀
- Keene, Henry George. .  6. Thacker, Spink & Co. 1899: 43.
- Havell, Ernest Binfield. . . Longmans, Green & Co., London. 1904.

## 外部連結
- 地理坐标:27°13′13.7″N 77°57′1.7″E / 27.220472°N 77.950472°E
- ASI's page on Akbar's tomb